# Das grüne Licht der Steppen
Das grüne Licht der Steppen. Tagebuch einer Sibirienreise von Brigitte Reimann kam 1965 in Berlin heraus. Das Buch ist das letzte Werk der Autorin, dessen Erscheinen sie erlebte. Zusammen mit Thomas Billhardt und Kurt Turba begleitete die Schriftstellerin vom 7. bis zum 20. Juli 1964 eine Delegation des Zentralrats der FDJ durch die Sowjetunion.

## Inhalt
Am 4. Juli 1964 erhält Brigitte Reimann in Hoyerswerda einen Anruf von Kurt Turba aus Berlin. Am 7. Juli soll es losgehen. Vor dem Start der Maschine nach Moskau wird die Delegation in Berlin von Horst Schumann empfangen. 
Von einem Besuch im Herbst 1963 her kennt die Schriftstellerin triumphale Moskauer Prachtbauten, ehemals als Selbstbestätigung errichtet. Gemeint sind die Universität und der Kutusow-Prospekt. In Peredelkino – das liegt im Südwesten Moskaus – sucht Brigitte Reimann Pasternaks Grab auf. Auf dem Empfang in Moskau ermuntert Kurt Turba die Autorin zu Gesprächen mit den russischen Gastgebern. Brigitte Reimann kann im Wesentlichen nur einige von Stalins Reden hersagen. Eine Fabel von Krylow hat sie auch noch im Repertoire.
Endlich in Asien gelandet, wird die Ich-Erzählerin in Zelinograd mit Mammutsitzungen gefoltert. Draußen liegt die kasachische Steppe und Brigitte Reimann muss drinnen am Tisch fünf Stunden stillsitzen. Im nordkasachischen Koktschetau kommt die Verfasserin mit Frauen ins Gespräch. Gemeinsamkeiten werden gefunden. Man liest gerne Balzac und Tolstoi. Zwar ist die Bevölkerung von gelassenerer Lebensart, doch als Brigitte Reimann über Kopfschmerz klagt, wird ihr Gesundheitszustand justament von einer herbeigerufenen Ärztin auf Herz und Nieren geprüft. Überhaupt erweist sich die dortige Gastfreundschaft als schwer vergleichlich. So lässt es sich der kasachische Gastgeber nicht nehmen, die Deutschen ein paar tausend Kilometer nach Nowosibirsk zu begleiten.
In Russland wird auf dem Flug nach Fernost gewöhnlich in Omsk zwischengelandet. So auch auf dieser Rundreise. In Nowosibirsk am mächtigen Ob dann erlebt Brigitte Reimann in der Sibirischen Akademie der Wissenschaften ihr blaues Wunder. Zwar dominieren statt der fünfstündigen orientalischen Reden nun erfreulich kurze Toasts, doch die ganz speziellen Forschungsrichtungen verblüffen. Die Gelehrten fragen sich etwa: „In welchen Einheiten soll man die beruflichen Neigungen messen?“ Des Weiteren werden Gründe für Fluktuation in Betrieben unter die Lupe genommen. Überhaupt studiert die russische Jugend gern – die Jungen Physik und die Mädchen Medizin. Brigitte Reimann schwärmt von einem attraktiven Mann, dem Genossen Aganbegjan, Korrespondierendes Mitglied der Akademie der Wissenschaften. Und sie beschreibt das Leben im Nowosibirsker kybernetischen Kaffee-Klub. Dort erzählen die Gelehrten den Daheimgebliebenen von ihren Reisen ins Ausland. Im Akademischen Städtchen könnte sich die Autorin in den mathematischen Physiker Prof. Ljapunow vergucken. Sie bedauert, dass er nicht ihr Mathelehrer gewesen war. Ihm zuliebe hätte sie sich „sogar um die verdammten Logarithmen bemüht.“ Am letzten Abend in Nowosibirsk richtet Prof. Budker die kleingläubigen deutschen Gäste auf. Budker sieht das Deutschland vor Hitlers Machtantritt als eine der Wiegen der Naturwissenschaft an und gibt den Abreisenden mit auf den Weg, diese zerstörte hohe Kultur müsse in Deutschland von den Deutschen wieder aufgebaut werden. In den sich öffnenden sibirischen Himmelsweiten sieht Brigitte Reimann vor dem Flug nach Irkutsk ihren ersten Sputnik. Das sei hier überhaupt nichts Besonderes, winkt einer ihrer russischen Begleiter ab. Von Irkutsk aus geht es weiter nach Bratsk. Beim Bau des dortigen Kraftwerks habe sich der Kaderleiter seinerzeit vor jungen Bewerbern aus ganz Russland kaum retten können. Der Mann habe auf einem Sack voller Briefe von Komsomolzen geschlafen. Zwanzig Stunden pro Tag hätten die Ingenieure damals dort in Bratsk für den fünf Kilometer langen Damm projektiert. Die letzte Station der Reise ist das Eisenerzstädtchen Schelesnogorsk. Der Bauleiterin, einer 25-jährigen Oberingenieurin, haben die Gäste aus der DDR eine Artur-Becker-Medaille mitgebracht. Die junge Frau „heult vor Freude“.
Der Rückflug von Irkutsk nach Moskau – mit der unvermeidlichen Zwischenlandung in Omsk – dauert sieben Stunden. Brigitte Reimann wird daheim erwartet.

## Form
Brigitte Reimann erzählt frisch von der Leber weg. Die Geschichten seien „keine Mosfilm-Erfindungen“. Indes ist der Text nicht frei von Lobsprüchen auf die große Sowjetunion. Russische Wissenschaftler haben zum Beispiel Analoga sibirischer mit südafrikanischen geologischen Gegebenheiten konstatiert. Also wird in Sibirien mit Erfolg nach Diamanten gebuddelt. In Sibirien kämen alle Elemente – nach Mendelejews Tabelle bekannt geworden – vor. Der sowjetische Gelehrte wird als „frei von Arroganz und Besserwisserei und von Ruhmsucht“ hingestellt. Allerdings erzählt die Autorin mit einem Augenzwinkern. Ihre Aufschneidereien à la Baron Münchhausen nimmt sie alsbald mit munteren Späßchen zurück: „...in diesem maßlosen Land sind sogar die Mücken zu groß geraten.“ Etliche solcher lästigen Insekten-Spezies wären von den findigen sibirischen Gelehrten in die Hölle geschickt worden.
Von den Umweltschäden, verursacht durch die Zellulosefabrik am Baikal, ist 1965 zwar noch keine Rede (die Fabrik ist ja zu der Zeit erst im Bau), doch der Leser spürt, wie sich Brigitte Reimanns Umweltgewissen beim Kurzbesuch der Aluminiumstadt Schelechow regt.
Es scheint so, als enthalte die verwendete Ausgabe Fotos einiger besprochener Persönlichkeiten (S. 48: Prof. Barajew in Zelinograd, S. 79: Prof. Ljapunow in Nowosibirsk und auch S. 114: Oberingenieur Martschuk in Bratsk).
Mit der russischen Esskultur hat sich Brigitte Reimann wahrscheinlich weniger befasst. So umschreibt sie zum Beispiel Piroggen als „mit zartem Fleisch gefüllte Teigkissen“.
Das Buch enthält poetische Passagen. Wie stellt sich etwa eine Russin den Frieden vor? Brigitte Reimann antwortet, Nadja – das ist die russische Frau, von der die Rede ist – „sähe Bienenstöcke unter Apfelbäumen in einem russischen Dorf“.

## Rezeption
- Wiesener[14] scherzt, Brigitte Reimann erlebe in Nowosibirsk die Gelehrtenrepublik. Zwar habe die Autorin manches Kritische aus ihrem Notizbuch nicht veröffentlicht, aber die Hinweise auf Russel, Einstein und Pauling in Verbindung mit den damals auch noch in der Sowjetunion durchgeführten Kernwaffentests seien deutlich.[15] Bei alledem signalisiere die Titel gebende Farbe Grün Hoffnung.[16]

### Textausgaben
Erstausgabe und verwendete Ausgabe
- Das grüne Licht der Steppen. Tagebuch einer Sibirienreise. Fotos von Thomas Billhardt. Verlag Neues Leben, Berlin 1965, 154 Seiten

### Sekundärliteratur
- Barbara Wiesener: Von der bleichen Prinzessin, die ein purpurrotes Pferd über den Himmel entführte - das Utopische im Werk Brigitte Reimanns. Univ. Diss. Dr. phil., Potsdam 2003, 236 Seiten